# Мей Вітті
Мері Луїз Вітті (англ. Mary Louise Whitty), відома як Мей Вітті (англ. May Whitty; 19 червня 1865 — 29 травня 1948) — британська акторка, номінантка на премію «Оскар».

## Життєпис
Народилася в англійському місті Ліверпуль 19 червня 1865 році. Вперше з'явилася на театральній сцені в рідному місті в 1881 році, а після цього переїхала в Лондон, де почалася її кар'єра в Вест-Енді. У 1892 році Меві Вітті взяла шлюб з менеджером Беном Вебстером, а в 1895 році вони відвідали США, де Вітті з'явилася на Бродвеї. У 1905 році в США народила єдину дочку Маргарет Вебстер, яка стала акторкою. У 1918 році їй був присуджений титул Дами Британської імперії, за її благодійну роботу в роки Першої світової війни.
Її кінодебют відбувся у Великій Британії в 1914 році, а в Голлівуді вона вперше з'явилася в 1937. У тому ж році Мей Вітті була номінована на «Оскар», за роль місіс Бремсон у фільмі «Ніч повинна пройти». У 1938 році акторка знялася у фільмі Альфреда Гічкока «Леді зникає», втіливши губернантку міс Фрой, а через рік вона покинула Велику Британію і назавжди переїхала в США, хоча американського громадянства одержувати не стала.
Надалі вона багато грала в театрах, а також активно продовжувала зніматися в Голлівуді. Однією з найбільш примітних ролей Вітті наступних років стала леді Белдон у фільмі «Місіс Мінівер» (1942), за роль якої вона була знову номінована на «Оскар» як найкраща акторка другого плану.
У 1947 році помер чоловік Вітті. 29 травня 1948 року від раку у віці 82 років Мері Вітті померла у Беверлі-Гіллз.

## Вибрана фільмографія
- 1937 — Підкорення — Марія Летиція Рамоліно
- 1937 — Ніч повинна пройти — Місіс Бремсон
- 1938 — Леді зникає — Гувернантка Міс Фрой
- 1941 — Підозра — Марта МакЛейдлоу
- 1942 — Місіс Мінівер — Леді Белдон
- 1943 — Вічність і один день — Місіс Люсі Трімбл
- 1943 — Небезпечне занурення — Бабуся
- 1943 — Лессі повертається додому — Деллі Тадей
- 1943 — Плоть і фантазія — Леді Памела Гардвік
- 1943 — Мадам Кюрі — Мадам Юджин Кюрі
- 1943 — Сестра його дворецького — Грає себе
- 1944 — Газове світло — Міс Бессі Туейтс
- 1944 — Білі скелі Дувра — Няня
- 1945 — Мене звуть Джулія Росс — місіс Гьюз
- 1946 — Відданість — леді Торнтон
- 1947 — Вулиця Грін Долфін — Настоятелька